# Fibla exusta
Fibla exusta là một loài côn trùng trong họ Inocelliidae thuộc bộ Raphidioptera. Loài này được Cockerell & Custer miêu tả năm 1925.